# Пошукова реклама
Пошуко́ва рекла́ма — вид контекстної реклами, що застосовується в пошукових системах. Відмінною особливістю є те, що вибір рекламних повідомлень, що демонструються, визначається з урахуванням пошукового запиту користувача.
Оплата пошукової реклами може ґрунтуватися на різних принципах: за кількістю показів рекламного повідомлення, за кількістю кліків користувачів пошукової системи, за принципом аукціону ключових слів.
Такий вид інтернет-реклами належить до найефективніших, оскільки тематика рекламних повідомлень, що демонструються, максимально відповідає поточним інтересам користувача.

## Історія
Найвідвідуваніші ресурси в інтернеті — пошукові системи. Вони дозволяють дуже точно концентрувати інформацію для цільової аудиторії.
Ще в 1994 році ця активність користувачів була використана під час розміщення онлайн-реклами: на пошуковій системі Infoseek почали показувати відвідувачам банери залежно від їхніх запитів.
У 2000 році ідея показу пошукової реклами була покладена в основу бізнес-моделі Google. Успіх Google привернув до пошукової реклами пильну увагу рекламодавців, а також фахівців, які визначали напрямок розвитку інших пошукових систем.

## Довірчий (добровільний) маркетинг
Відмінність пошукової реклами від традиційної реклами пов'язані з відмінностями традиційного маркетингу та довірчого маркетингу (permission marketing).
Завдання традиційного маркетингу полягає в тому, щоб відвернути увагу людини від того, чим та зайнята, і переключити цю увагу на сприйняття маркетингової комунікації.
Довірчий маркетинг у тому, щоб залучити споживача в маркетинговий процес, не перехоплювати увагу, а завоювати довіру споживача; не дратувати його рекламою, а повідомляти йому релевантну інформацію у тому, що його наразі цікавить.

## Завдання пошукової реклами
1. Швидке стимулювання продажів. Пошукова реклама має пряме фокусування «за інтересом» (пряме націлення), більшість запитів користувачів пошукової системи є транзакційними, тобто користувачі з високою ймовірністю готові стати покупцями. Попит на товар чи послугу зростає відразу після початку рекламної кампанії, приріст попиту зникає майже відразу після закінчення кампанії.
2. Створення попиту. Пошукова реклама дозволяє використовувати непрямий таргетинг, виділяючи вузьку групу споживачів деякої множини взаємопов'язаних послуг або товарів. Цю особливість використовують для створення ще не існуючого попиту під час введення на ринок нових товарів.
3. Нішевий брендинг. Створення стійкої асоціації між деякою товарною категорією та ім'ям бренду (особливий ефект має тут банерна реклама).

## Специфічні для пошукової реклами види таргетингу
Окрім зазначених прямого та непрямого націлення, існують специфічні види таргетингу, якого можна досягти за допомогою пошукової реклами.
- Соціально-демографічний. Ще один випадок непрямого таргетингу, під час якого для підвищення ефективності реклами використовуються передбачувані характеристики користувачів, які вводять запити. (Наприклад, одягом для вагітних цікавляться майбутні мами, а творами шкільної програми — школярі певного віку).
- Смисловий геотаргетинг. Застосовується у разі, якщо пропозиція рекламодавця має жорстку географічну прив'язку, тоді як його цільова аудиторія необов'язково зосереджена у цьому регіоні. У таких випадках орієнтуються на запити, в яких комбінується назва міста та ключові слова з рекламованої тематики.